# 罗蒙诺索夫广场 (圣彼得堡)
罗蒙诺索夫广场（Пло́щадь Ломоно́сова）是俄罗斯圣彼得堡中区的一个广场，位于城市的历史中心，以罗蒙诺索夫命名。
丰坦卡河滨河路和罗蒙诺索夫街在此交汇。广场的南侧是丰坦卡河上的罗蒙诺索夫桥，东北侧的建筑师罗西街（улица Зодчего Росси）通往亚历山大剧院。
罗蒙诺索夫广场在1948年以前称为切尔尼舍夫广场，开辟于1820年代末，完成于1834年。